# Guachaca

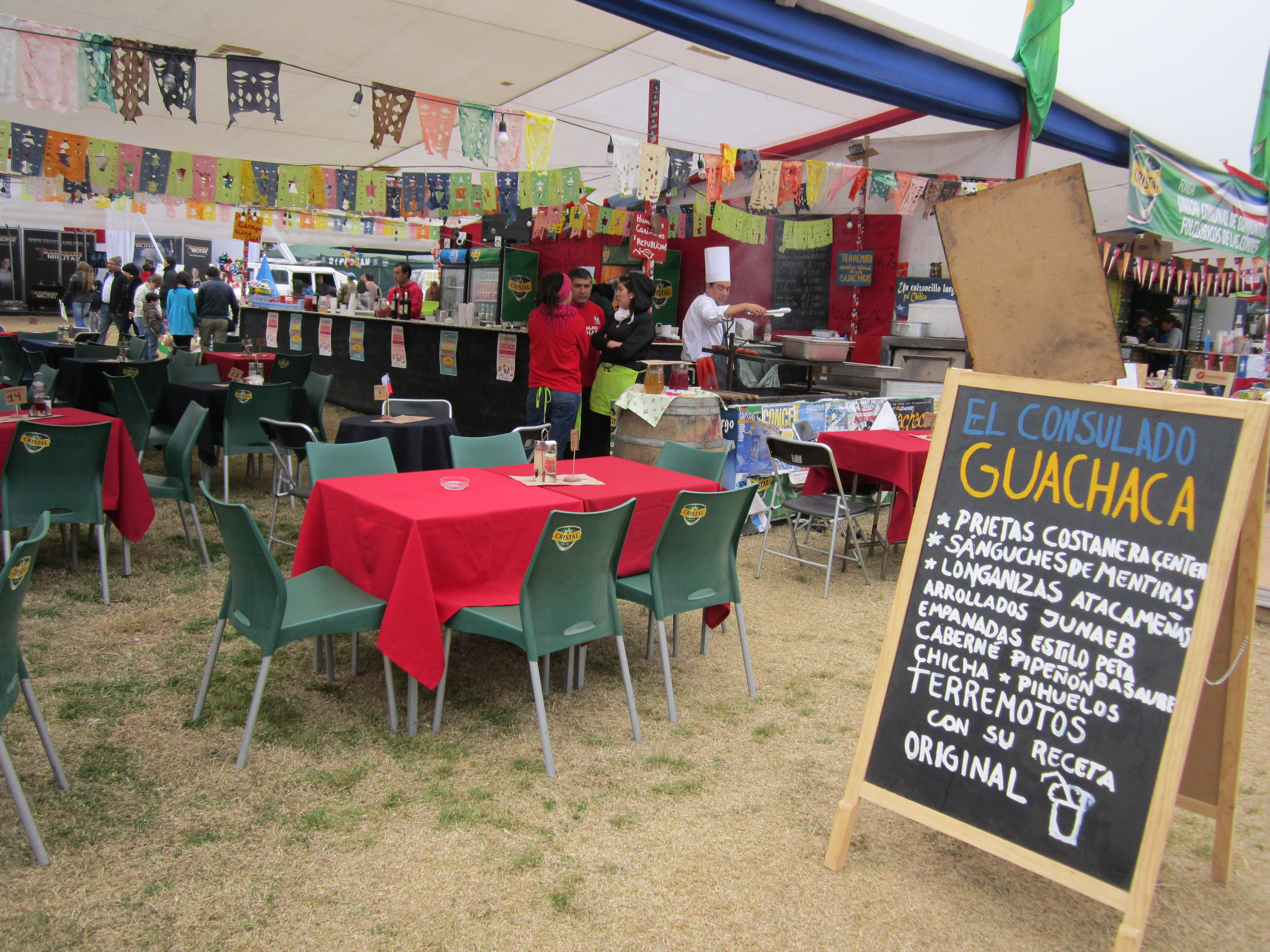
Fonda guachaca en Santiago.

Guachaca o huachaca es un modismo chileno peyorativo que se asociaba antiguamente a personas vulgares, ordinarias o de mala clase. Otro significado es una persona que acostumbra a beber mucho. Durante los años 1990 resurgió este término, ahora transformado en un símbolo de la chilenidad, y con una connotación positiva asociada a la cultura popular.

## Etimología
El vocablo huachaca se deriva del quechua «huajcha kay» que significa «ser pobre». Además se vincula con el «huachacay», un aguardiente de muy mala calidad obtenido por destilación casera en alambiques. La palabra posee una fuerte connotación valórica y peyorativa, indicando inferioridad social y material.
En los últimos años un grupo de chilenos apadrinaron este vocablo de mala reputación y lo fijaron casi como un título ilustre, reivindicándolo y refiriéndose a él como toda una cultura popular con sus respectivas costumbres viéndolo como una condición de disfrutar la vida a través de la cotidianidad, visitando lugares autóctonos del país y consumiendo bebidas y platos representativos de la cultura chilena.

## En la música
Asociada a la música que el folclorista Roberto Parra venía forjando desde los bajos fondos urbanos de Santiago, Valparaíso y San Antonio, inspirado en el jazz de Django Reinhardt. Nicanor Parra, hermano de Roberto, bautizó el estilo de música como «jazz guachaca» que era una mezcla de cueca, tango, bolero, corrido, fox-trot y jazz. Una de las obras más importantes y representativas de este estilo es la música de La negra Ester, obra musical creada por Roberto Parra en 1971, y llevada al teatro en 1988 donde fue adaptada y ejecutada por Álvaro Henriquez, Cuti Aste y Jorge Lobos.
Roberto Parra se vio fuertemente influenciado por la música popular de los años 1940 tales como el Quintette du Hot Club de France, Benny Goodman y Louis Armstrong para la creación del jazz huachaca.

Ni Aristóteles entiende este enredo que hago yo en el jazz, porque no es un jazz legítimo tampoco, ni es un charlestón, es un jazz huachaca que le llamo yo, pero lleno de armonía y gracia.
Roberto Parra, 1994.

## En la literatura
El sociólogo y escritor chileno Pablo Huneeus usó este término para demostrar el poder de la naciente televisión en la cultura popular de Chile en su libro La cultura huachaca.

## Movimiento guachaca

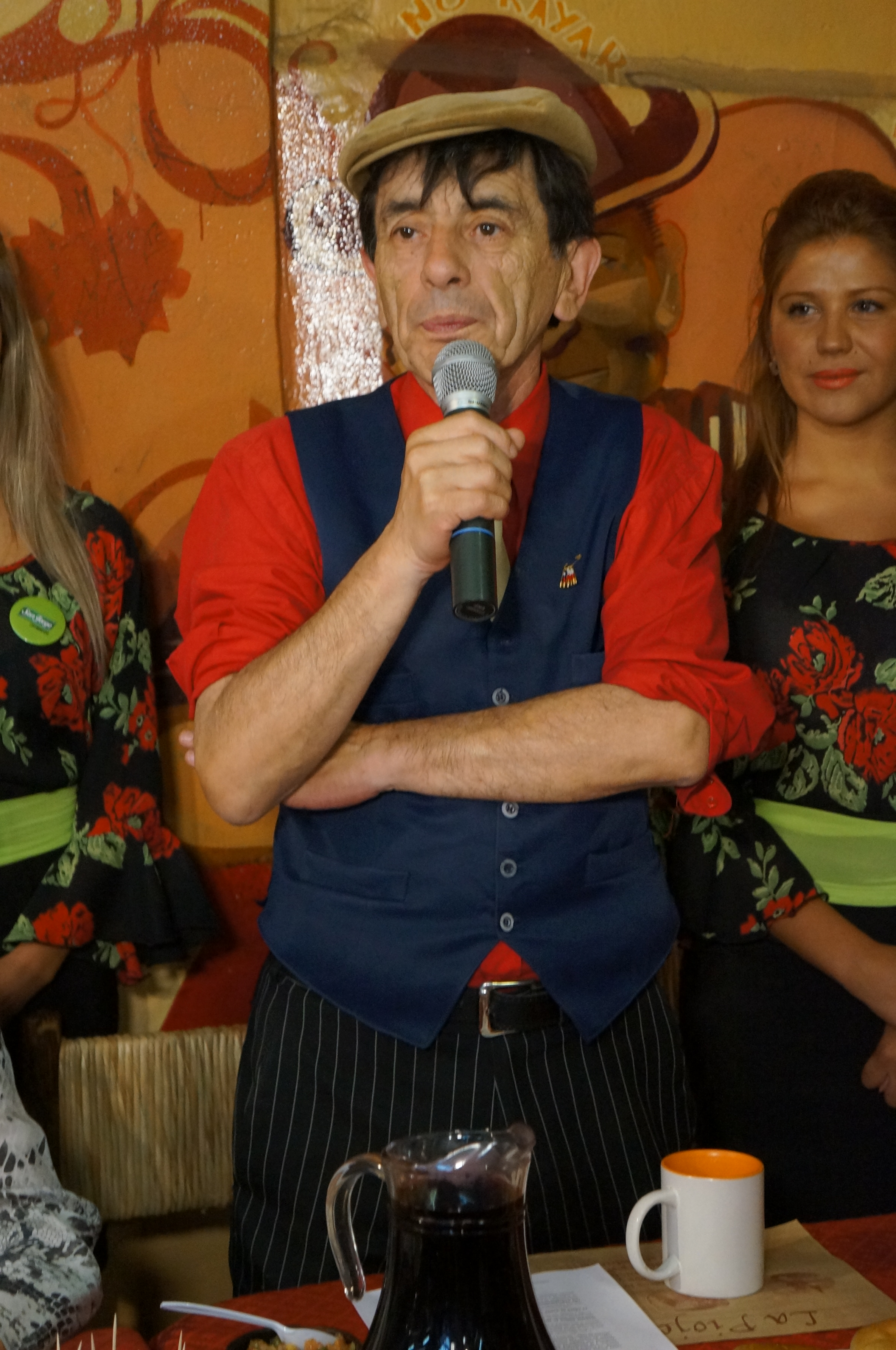
Dióscoro Rojas, líder de los guachacas autoproclamado como el «Gran Guaripola».

Desde 1997 el grupo Los Guachacas fundado por Dióscoro Rojas y el escritor Raúl Porto redefinen al guachaca como «humilde, cariñoso y republicano». Estos defienden los valores de la chilenidad tan diversos como el bar La Piojera, la Cueca brava, entre otros.

### Reyes Guachaca
Desde 2003, la Cumbre Guachaca comenzó a coronar a la reina del evento, a través de una votación popular de candidatas propuestas por la prensa y los medios de comunicación chilenos. La actriz Patricia López fue elegida como la primera reina, mientras que Felipe Camiroaga fue el primer «Gran Compipa» (chilenismo para «compadre») en 2006, título que posteriormente fue reemplazado por el de «Rey Guachaca». Desde entonces, anualmente se realizan elecciones para elegir a los reyes guachaca.

## Eventos
La primera Cumbre Guachaca, realizada en 1998, inició una tradición anual que cada abril (mes del fallecimiento de Roberto Parra, a quien declaran su líder natural) proclama y celebra la identidad local. Su éxito ha permitido extender su mensaje a través de una fonda durante las Fiestas Patrias y otros medios. Organizan la campaña «Un Calzoncillo Largo pa´ Chilito» durante el invierno cada julio desde 2010, el Campeonato Mundial del Pebre en la Vega Central durante las Fiestas Patrias cada septiembre desde 2011, la cena de los Reyes Vagos en las sedes del Hogar de Cristo durante la Navidad cada diciembre. Votan por las principales figuras del espectáculo chileno y le otorgan el premio Copihue de Oro cada diciembre desde 2005.